# 金炳周
金炳周（韓語：김병주，1968年1月14日—），韩国男子柔道运动员。他曾代表韩国参加1992年夏季奥林匹克运动会柔道比赛，获得一枚铜牌。他也曾参加1990年亚洲运动会。